# Iglesia Trinitatis
La iglesia Trinitatis ( Trinitatis Kirke ) se encuentra en el centro de Copenhague (Dinamarca). Forma parte del complejo Trinitatis, del siglo XVII, que incluye, además de la iglesia, la torre del observatorio astronómico Rundetårn y la Biblioteca de la Universidad de Copenhague. Construida en tiempos de Cristián IV, inicialmente sirvió a los estudiantes de la Universidad de Copenhague. Se encuentra en la esquina de Landemærket y Købmagergade. El interior sufrió graves daños en el incendio de 1728, pero se reconstruyó en 1731. 

## Historia
Los planes iniciales de 1635 eran construir una iglesia para estudiantes en Regensen, la residencia de estudiantes de la Universidad de Copenhague, pero al año siguiente surgieron nuevos planes para construir la iglesia en la esquina de Landemærket y Købmagergade, ya que se decidió incluir la iglesia en un complejo que también albergaría una biblioteca eclesiástica y un observatorio astronómico. El conjunto, de inspiración humanista, fue encargado por Christian IV. El proyecto fue realizado por tres arquitectos: Hans van Steenwinckel el Joven, Leonhard Blasius y Albertus Mathiesen. En el momento de su construcción, la iglesia era la segunda más grande de la ciudad, solo superada por la iglesia de Nuestra Señora. Como la iglesia estaba destinada solo a estudiantes y profesores universitarios, puede parecer sobredimensionada, pero todo indica que el espacio de la biblioteca sobre la nave necesitaba un tamaño de iglesia determinado.
La primera piedra se colocó el 7 de julio de 1637 y la torre redonda se terminó en 1642. La iglesia fue consagrada el Domingo de la Trinidad de 1656.
En 1657 se instaló la Biblioteca de la Universidad de Copenhague en el desván de la iglesia.
Tras casarse con la viuda de J. M. Radeck en 1685, Christian Geist asumió el puesto de organista de Radeck en la iglesia.

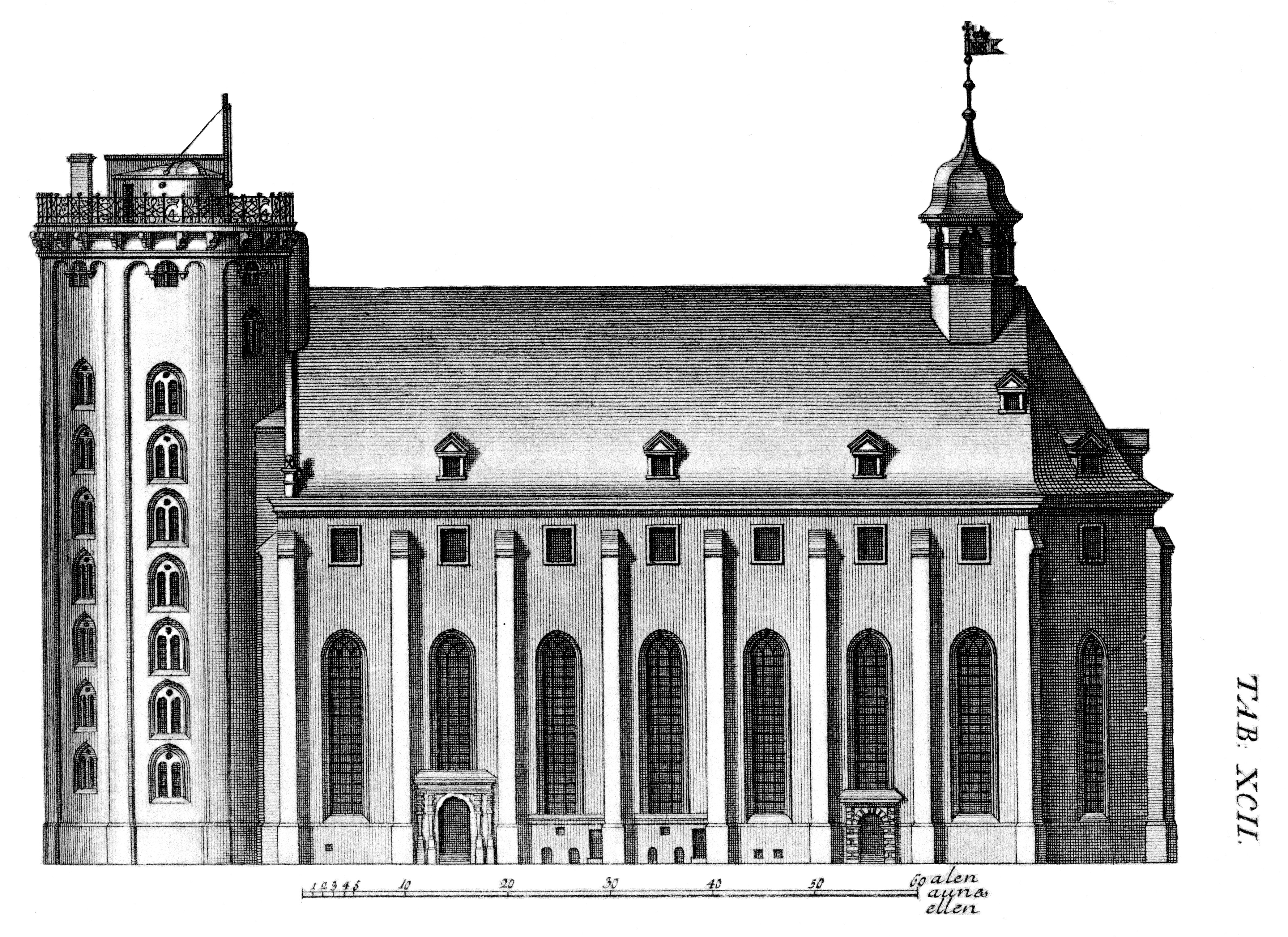
Dibujo de Thurah (1748)

La iglesia Trinitatis no sufrió tantos daños como otras iglesias de la ciudad durante el incendio de 1728. Se incendió la estructura del tejado, una aguja se estrelló contra la biblioteca y agujereó algunos de los arcos. La biblioteca de la universidad también se quemó. Sin embargo, los muros y bóvedas de la iglesia resistieron el fuego y las reparaciones posteriores no cambiaron su aspecto de manera significativa. Fue necesario construir una nueva cornisa y una aguja. El nuevo tejado se cubrió con tejas vidriadas negras. Se instalaron nuevas ventanas abuhardilladas, pero solo en una fila. Se repararon las bases interiores y los capiteles de las columnas y los arcos. Se sustituyó todo el mobiliario de madera y se cubrió el suelo con baldosas de Olandia. La reconstrucción se realizó en estilo gótico-barroco septentrional. La iglesia se consagró de nuevo el 7 de octubre de 1731 y se trasladaron de nuevo los restos de la biblioteca universitaria. El mobiliario se renovó con un retablo y un púlpito de Friederich Ehbisch (1731) y un gran reloj barroco (1757). La iglesia fue reformada en 1763.

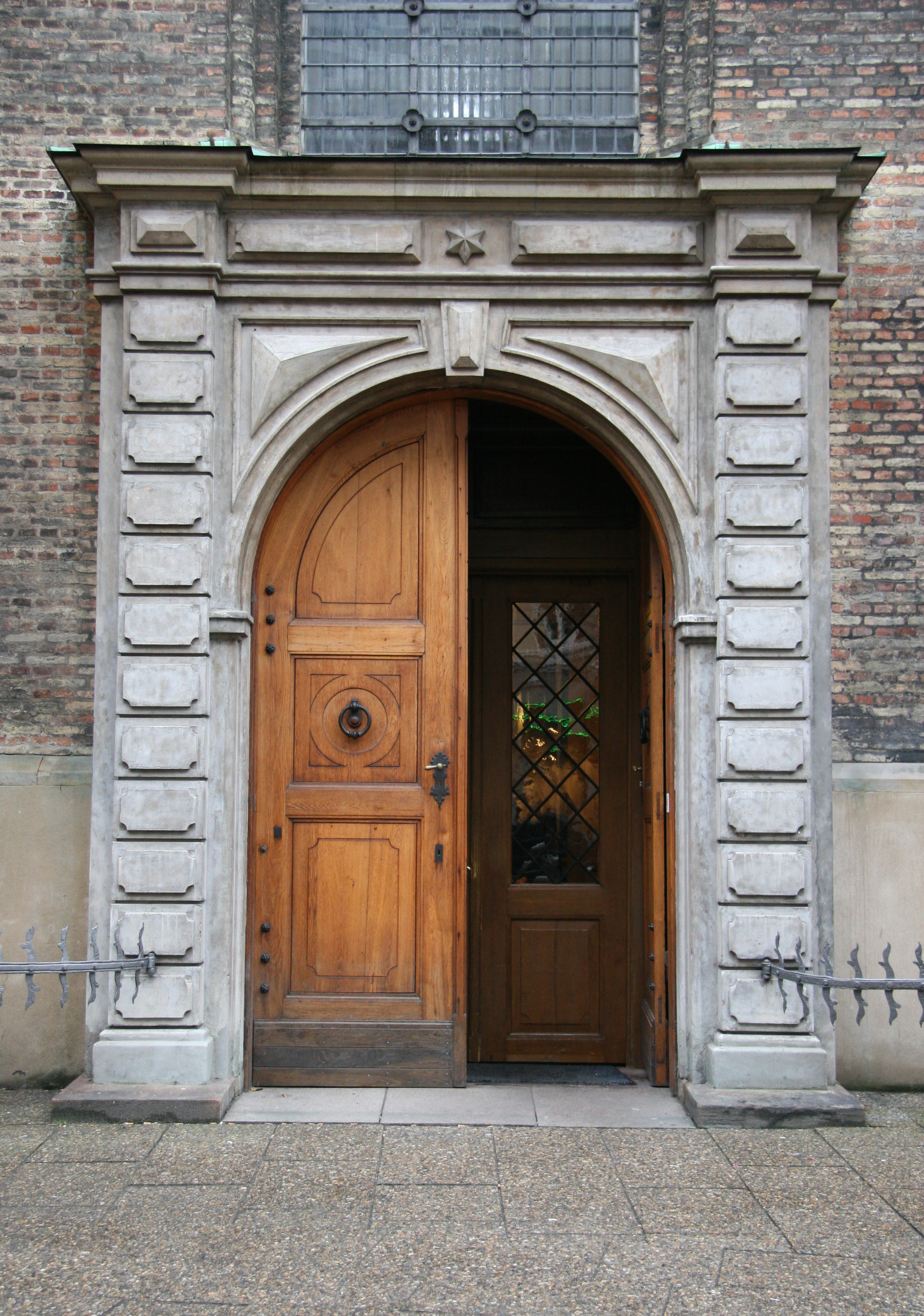
El portal noroeste de 1870.

El complejo Trinitatis resultó dañado por grandes incendios durante el bombardeo británico de Copenhague de 1807. Cuatro bombas alcanzaron la biblioteca, pero no penetraron en la iglesia. Gracias a los esfuerzos del mayordomo de la iglesia, Tvermoes, los daños fueron mínimos. Las reparaciones del edificio ascendieron a la relativamente modesta cantidad de 3000 rigsdaler. En 1817 fue necesario realizar reformas para celebrar el tricentenario de la Reforma luterana. Se determinó que la entrada principal de la iglesia, el portal suroeste, no tenía un acceso adecuado a través del muro de la valla y el cementerio para la procesión de sacerdotes y profesores que se unirían a las festividades, por lo que la cara norte se convirtió en la fachada de la iglesia. Se cerraron las pequeñas tiendas de la esquina de Landemærket, al igual que el resto del cementerio situado al norte de la iglesia. Los portales originales se sustituyeron por otros nuevos, diseñados por Peder Malling. También se reabrió la entrada oriental, que había permanecido tapiada durante años. Gustav Friedrich Hetsch llevó a cabo una importante restauración entre 1834 y 1835, financiada por un legado de Christopher Hauschildt. La mayor parte de las obras se realizaron en el interior del edificio, incluida una sacristía adosada al lado sur del coro. En 1848-1849 se reformó el tejado sin que esto afectara a su aspecto. En 1861, la biblioteca universitaria se trasladó del ático de la iglesia al edificio de la biblioteca de Johan Daniel Herholdt, en Fiolstræde. Entre 1869 y 1871 se llevaron a cabo reformas exteriores diseñadas por Niels Sigfred Nebelong en relación con un cambio en el patrocinio de la iglesia. Se eliminó la sacristía del lado sur del coro y se construyó una nueva junto al hastial este, de aproximadamente 3 por 6 metros, con esquinas recortadas, que se transformó en sala sacerdotal en 1960. El notable coro de cámara data de 1993.

## Arquitectura y mobiliario
La iglesia original era un edificio alto y alargado de ladrillo sin muchos adornos, construido con ladrillos holandeses. La mampostería estaba colocada siguiendo un patrón cruzado de rayas amarillas y rojas, que se habían oscurecido por la suciedad acumulada. Es posible que las reformas y reparaciones de 1675 cambiaran el aspecto del edificio.El exterior actual data de la renovación de 1870.El interior está pintado de blanco. Consta de una nave con dos pasillos elevados y un presbiterio con terminación en tres lados.Con forma de casa alargada, está dividida por ocho pilares, el más oriental de los cuales tiene esquinas achaflanadas. Originalmente, el tejado era de pizarra. En el presbiterio hay un flechero que alberga las campanas. En el extremo oeste del edificio se integra la torre de Rundetårn, que tiene una rampa de caracol hasta la cima.Otras características son los contrafuertes y los altos zócalos de granito. Las secciones orientales tienen esquinas redondeadas. Cerca del suelo de la biblioteca hay una ventana rectangular original. Originalmente, la torre tenía ventanas arqueadas. En el tejado había ventanas abuhardilladas dispuestas en dos hileras. Había cuatro puertas de acceso a la iglesia, dos en el lado norte y dos en el sur. El lado sur de la iglesia se consideraba la fachada original. Como en una iglesia de pueblo, el coro estaba situado en el lado este y la torre en el oeste, aunque la Torre Redonda no formaba parte de la iglesia. La iglesia tiene techos abovedados. El santuario estaba dividido por dos hileras de siete columnas en sentido longitudinal, a juego con el exterior de la iglesia. Lo que en su día funcionó como Sala de la Biblioteca se utiliza ahora como galería de exposiciones y sede de conciertos de música clásica. El órgano Marcussen & Søn data de 1956. 

## Jardines

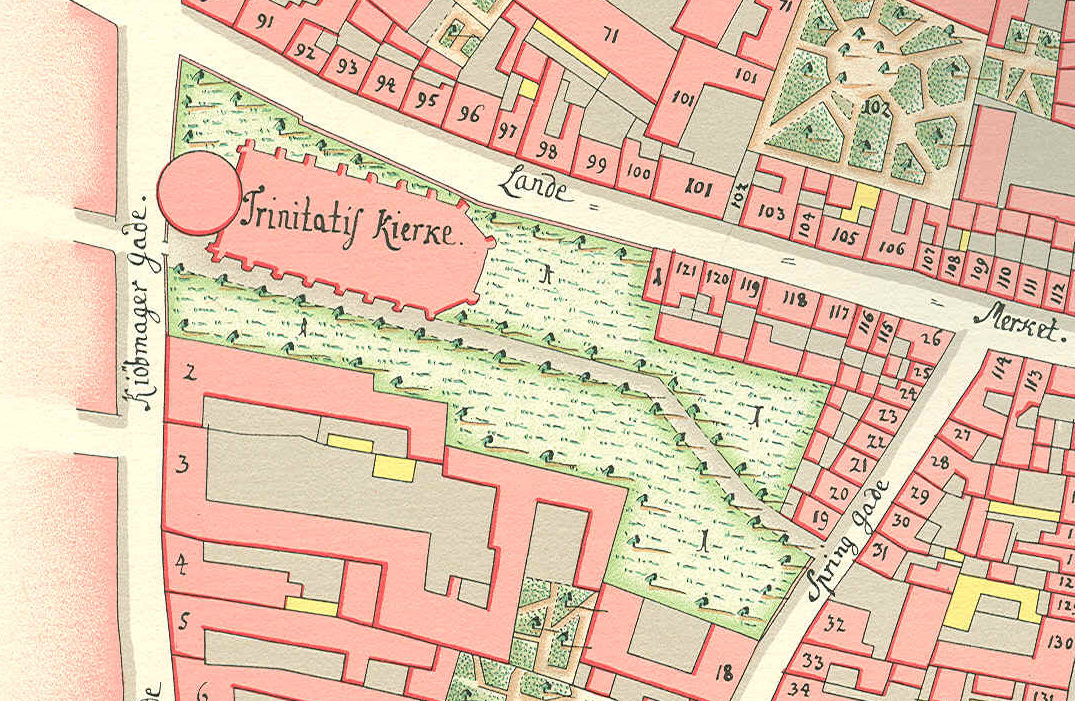
Mapa de Geddes de 1757.

Se añadió un cementerio en los terrenos de la iglesia, como se puede ver en el mapa del barrio de Geddes de 1757. Tras el incendio de Copenhague de 1795, que no afectó a la iglesia Trinitatis, se impuso la obligación de contratar un seguro contra incendios. Como la prima era elevada para los escasos recursos de la iglesia, el abogado de esta, Nicolaj Christoffer Kall, sugirió construir tiendas en los terrenos de la iglesia y alquilarlas para aumentar los ingresos. La propuesta fue aprobada y las obras de construcción comenzaron en 1798. Se ocupó la mayor parte del cementerio situado al norte de la iglesia y las tiendas se construyeron a lo largo de la calle Købmagergade, desde la Torre Redonda hasta Landemærket, y más allá de esta última. Situada en el lado sur de la iglesia, cuenta con una bóveda funeraria (1870) y tejas de granito (1928-1929). 

### Enterramientos
- Lauritz de Thurah (1706-1759), arquitecto
- Frederik Christian Eilschov (1625-1750), filósofo
- Johannes Ewald (1743-1781), dramaturgo y poeta
- Hans Gram (1685-1748), lingüista e historiador
- Bolle Luxdorph (1643-1698), funcionario y terrateniente
- Bolle Willum Luxdorph (1716-1788), funcionario y escritor
- Hans Schack (1608-1676), oficial militar y conde
- Johan Herman Wessel (1742-1785), poeta, satírico y dramaturgo

## Galería

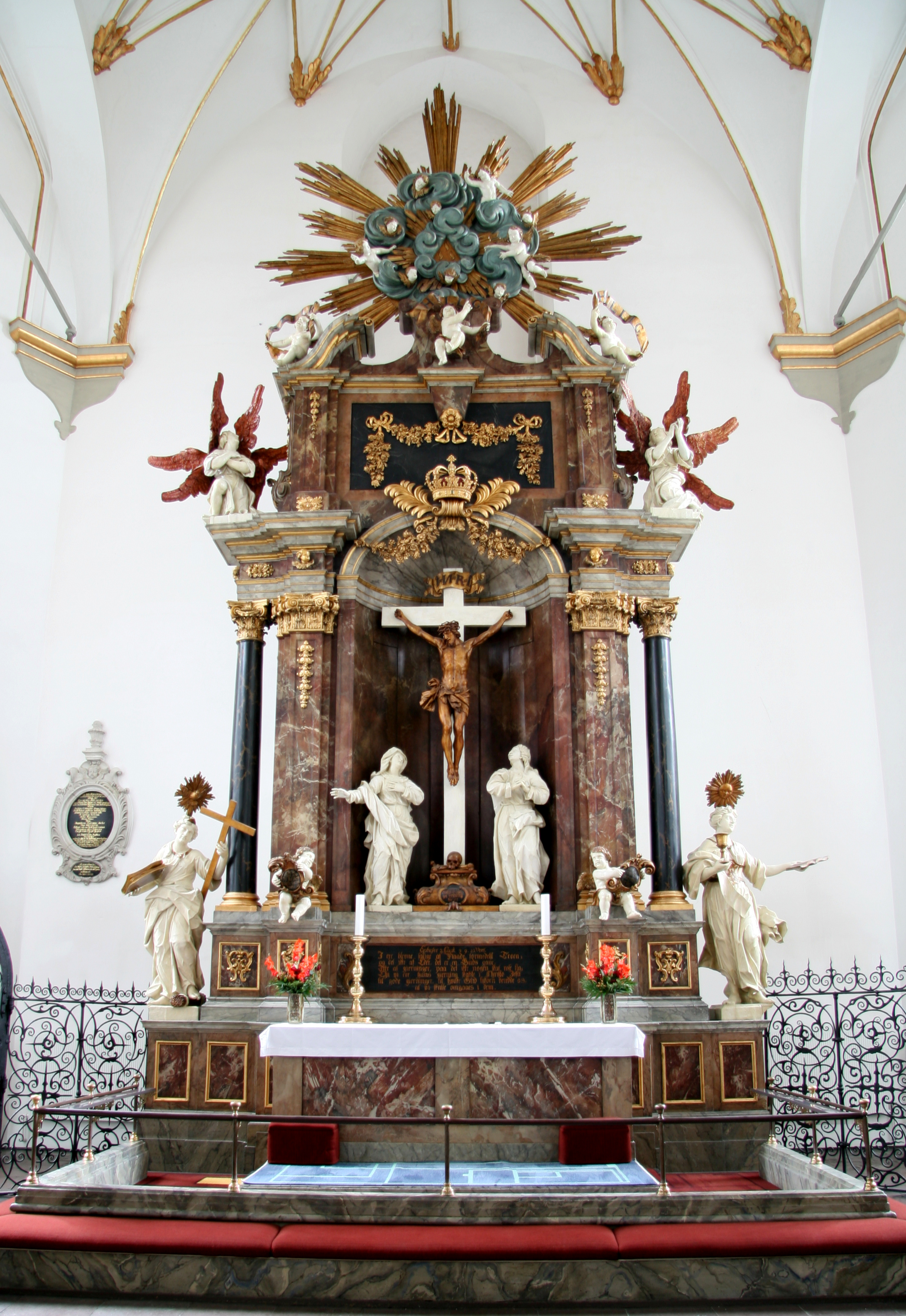
Retablo: Friederich Ehbisch (1731)
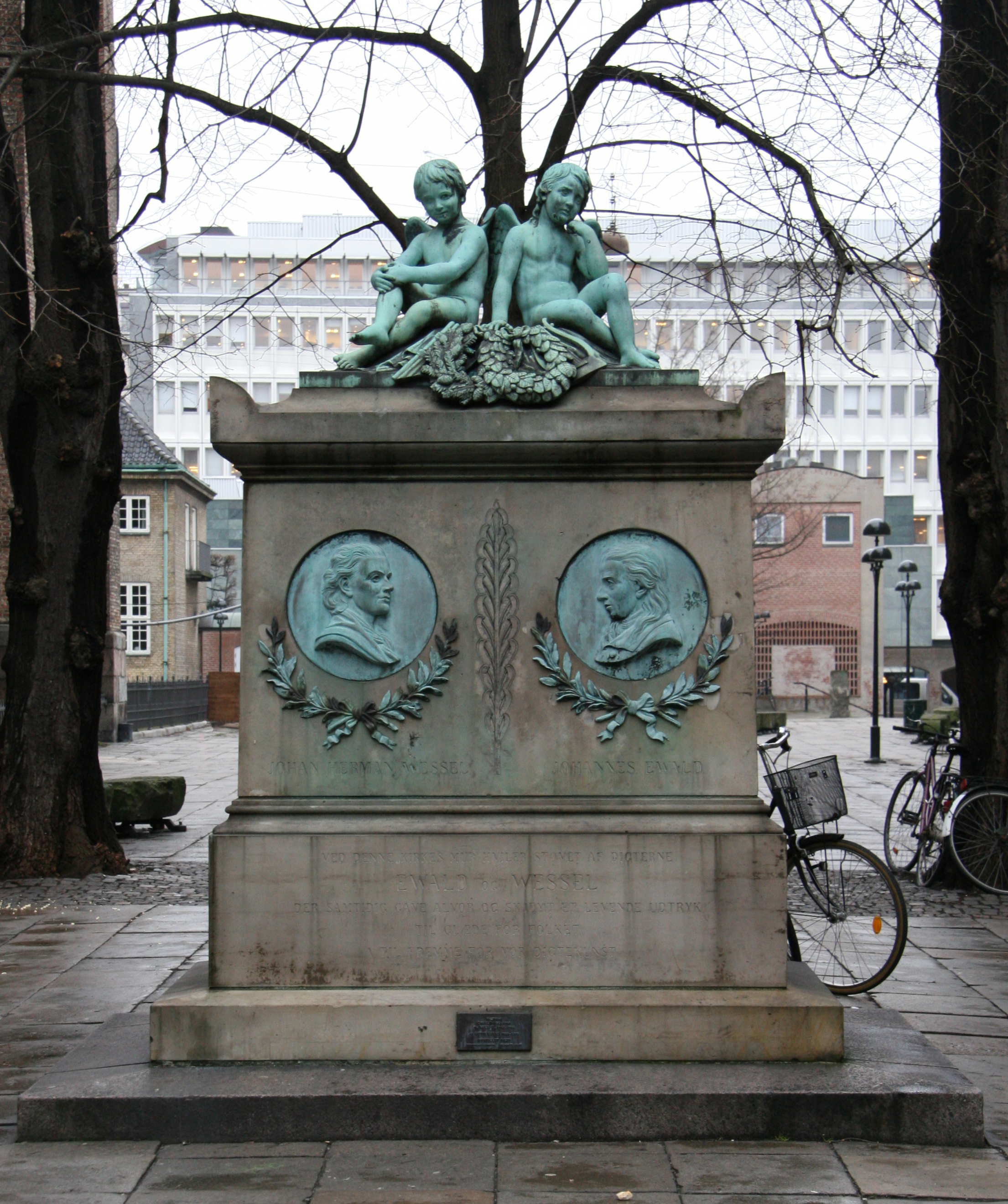
Monumento a Ewald y Wessel: Otto Evens (1879)
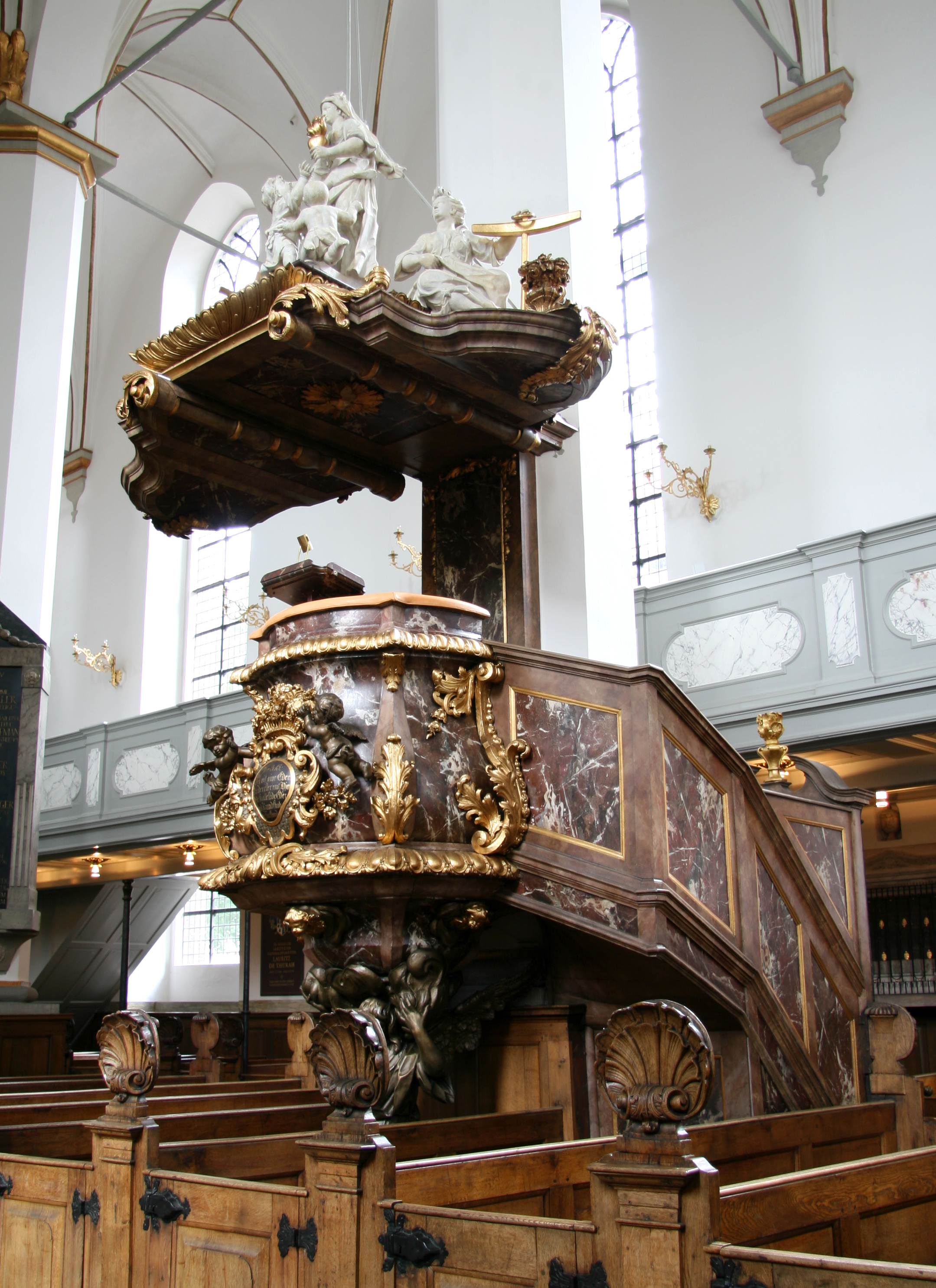
Púlpito: Ehbisch (1731)
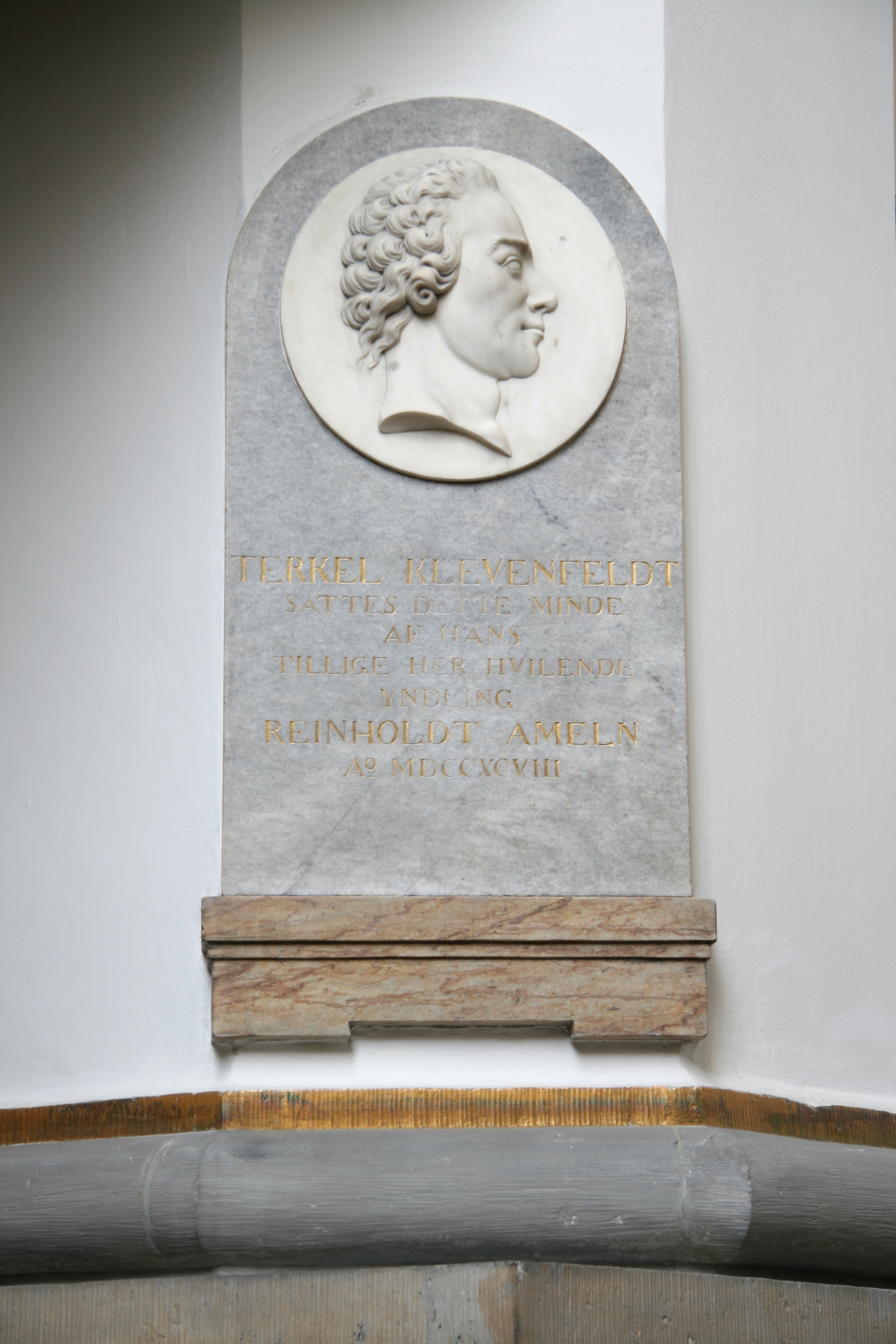
Epitafio de Terkel Klevefeldt